# Michiko
Michiko (jap. みちこ, ミチコ) – żeńskie imię japońskie.

## Możliwa pisownia
Michiko można zapisać używając wielu różnych znaków kanji:
- 美智子, „piękne, mądre dziecko”[1]
- 美千子, „piękno, tysiąc, dziecko”
- 見知子, „spojrzenie, wiedza, dziecko”
- 道子, „droga/ścieżka, dziecko”
- 路子, „droga/ścieżka, dziecko”
- 皆子, „wszyscy, dziecko” (występują też inne wymowy tego imienia: Minako, Tomoko)
- 典子, „zgodne z prawem, dziecko” (występuje też inna wymowa tego imienia: Noriko)
- 通子
- 倫子

## Znane osoby
- Michiko Neya (美智子), japońska seiyū
- Michiko Hada (美智子), japońska aktorka
- Michiko Nomura (道子), japońska seiyū
- Michiko Naruke (みちこ), japońska kompozytorka
- Michiko Shōda (正田美智子, Shōda Michiko), cesarzowa Japonii od 1989 do 2019 roku. Żona byłego cesarza Akihito
- Michiko Yokote (美智子), japońska scenarzystka

## Fikcyjne postacie
- Michiko Kōzuki (みち子), bohaterka anime Blue Drop
- Michiko Malandro (ミチコ), jedna z głównych bohaterek anime Michiko to Hatchin